# في انتظار المعجزة القادمة
في انتظار المعجزة القادمة (بالإنجليزية: Waiting for the miracle to come)‏ هو فيلم أمريكي من إخراج ليان لونسون سنة 2017، وبطولة كل من شارلوت رامبلينج وصوفي لو وويلي نيلسون. · 

## القصة
فنانة تطمح لتحقيق رسالة غامضة تركها لها والدها المتوّفى حديثًا، يوجهها إلى منجم ذهب في صحراء نائية بـ(كاليفورنيا). عند وصولها إلى مدينةٍ غامضةٍ، تُسمى (المكان الجميل) وهو منزل يشغله نجميّ متقاعدين (جيمي) و(ديكس ريجز)، فتكتشف أن منجم الذهب ذاك، هو تشبيه معنوى لما ستجدهُ مِن حب.

## روابط خارجية
- في انتظار المعجزة القادمة على موقع IMDb (الإنجليزية)
- في انتظار المعجزة القادمة على موقع Turner Classic Movies (الإنجليزية)
- في انتظار المعجزة القادمة على موقع قاعدة بيانات الفيلم (الإنجليزية)
- في انتظار المعجزة القادمة على موقع ليتربوكسد (الإنجليزية)
- في انتظار المعجزة القادمة على موقع كينوبويسك (الروسية)